# مدرسة قباهان
مدرسة قباهان في العمادية، من مدراس العراق التاريخية والأثرية وتقع في محافظة دهوك، وبنيت في القرن الثالث عشر، واجريت عليها أعمال الصيانة من قبل السلطان حسين ولي من عام 940 هـ/1534م، ولغاية عام 977هـ/1570م، في عهد الدولة العثمانية، وسميت قباهان لكثرة القباب فيها، وفيها جامع أثري قديم ذو مصلى واسع وكانت المدرسة من أشهر المدارس في شمال العراق في منطقة كردستان، وكانت تدرس فيها العلوم العقلية والنقلية، وتخرج منها الكثير من العلماء والأدباء، ولقد هدمت واندرست فيما بعد ولم يبقى منها الآن سوى الأطلال.